# کارل فریدریش کریستیان فاش
کارل فریدریش کریستیان فاش (به آلمانی: Carl Friedrich Christian Fasch) (زادهٔ ۱۸ نوامبر ۱۷۳۶ – درگذشتهٔ ۳ اوت ۱۸۰۰) آهنگساز دورهٔ کلاسیک و نوازندهٔ هارپسیکورد اهل آلمان بود.
او فرزند یوهان فریدریش فاش، آهنگساز و نوازندهٔ ویولن بود.